# TU Водолея
TU Водолея (лат. TU Aquarii) — одиночная переменная звезда в созвездии Водолея на расстоянии (вычисленном из значения параллакса) приблизительно 14859 световых лет (около 4556 парсеков) от Солнца. Видимая звёздная величина звезды — от +13,8m до +11,4m.

## Характеристики
TU Водолея — жёлто-оранжевая пульсирующая полуправильная переменная звезда типа SRB (SRB) спектрального класса G0 или K. Эффективная температура — около 3820 К.